# Taşkın Aksoy
Taşkın Aksoy (* 13. Juni 1967 in West-Berlin, Deutschland) ist ein ehemaliger türkischer Fußballspieler und heutiger -trainer.

## Spielerkarriere
Der West-Berliner Aksoy begann seine Fußballkarriere bei Hertha BSC. Seine ersten Spiele als Aktiver machte er in der Amateur-Oberliga. Nach dem Aufstieg der Hertha in die 2. Bundesliga bestritt er in der Saison 1988/89 zwei Spiele in der zweithöchsten deutschen Spielklasse. Nach der Saison wechselte er in die türkische Süper Lig zu Boluspor.
Bereits 1991 kehrte er wieder nach Deutschland zurück, zu Türkiyemspor Berlin. 1993 wechselte er in die 2. Bundesliga zu Tennis Borussia Berlin, wo er Stammspieler wurde. Nach dem ersten Jahr stieg er mit dem Verein in die Regionalliga Nord ab, in der er bis 1997 spielte. Dann versuchte er sich ein zweites Mal als Profifußballer in der Türkei, diesmal bei Kocaelispor. Nach 15 Spielen in der Süper Lig 1997/98 und vier Spielen im Europapokal der Pokalsieger wechselte er in die zweite türkische Liga, die 1. Lig, zu Kayserispor. Aksoy, der eigentlich beschlossen hatte, dauerhaft in der Türkei zu bleiben, ging 1999 wieder nach Deutschland, weil ihm in der Türkei ein 18-monatiger Militärdienst bevorgestanden hätte.
So schloss sich der West-Berliner den Amateuren seines ehemaligen Vereins Tennis Borussia Berlin an, um sich fit zu halten. Nach guten Trainingsleistungen wurde er wieder Spieler bei den Berlinern. Da er bei den Amateuren in der Regionalliga Nord überzeugen konnte, kam er noch in der Saison 1999/2000 zu einem Einsatz für die erste Mannschaft von TeBe, die inzwischen wieder in die 2. Bundesliga aufgestiegen war. Fortan war er Stammspieler, doch TeBe stieg zweimal hintereinander ab und landete 2001/02 schließlich in der Oberliga.
2002 wechselte er zum SV Yeşilyurt Berlin in die Verbandsliga und wurde Berliner Meister, woran er mit 17 erzielten Toren maßgeblichen Anteil hatte. Nach dem Aufstieg spielte er noch ein Jahr in der Oberliga und beendete 2004 seine Karriere.

## Trainerkarriere
An der Sportschule Hennef erhielt Aksoy 2003 die A-Trainerlizenz. Nach seiner Spielerkarriere wurde er Trainer der B-Jugend von Tennis Borussia. Nachdem er 2007 die Ausbildung zum Fußballlehrer (UEFA-Prolizenz) erfolgreich absolviert hatte, trainierte er 2007/08 Berlin Ankaraspor in der Oberliga. Ab Sommer 2009 war er Coach des Regionalligisten Türkiyemspor Berlin, nachdem er bereits die A-Jugend des Vereins betreut hatte. Im April 2010 wurde Aksoy entlassen, zur Saison 2010/11 wurde er wieder Coach von Türkiyemspor. Am 11. Oktober 2010 erfolgte die erneute Trennung in beiderseitigem Einvernehmen, diesmal wegen finanzieller Schwierigkeiten des Klubs. Zur Saison 2012/2013 übernahm Aksoy die U23 von Fortuna Düsseldorf in der Regionalliga West. Am 23. Februar 2015 wurde er bis auf Weiteres mit dem Training der ersten Mannschaft der Fortuna betraut, nachdem der Verein sich von Trainer Oliver Reck getrennt hatte.
Von Juli 2015 bis März 2018 trainierte Aksoy dann erneut die U-23 des Vereins.

## Statistik
| Liga          | Spiele (Tore) |
| ------------- | ------------- |
| 2. Bundesliga | 034 0(0)      |
| Regionalliga  | 125 (13)      |
| Wettbewerb    |               |
| DFB-Pokal     | 09 0(1)       |

Hinzu kommen Spiele in der Süper Lig, in der Oberliga als dritte und vierte Spielklasse und in der Verbandsliga Berlin.